# Stanislas-Arthur-Xavier Touchet
Stanislas-Arthur-Xavier Touchet (Soliers, 13 novembre 1848 – Orléans, 23 settembre 1926) è stato un cardinale e vescovo cattolico francese.

## Biografia
Nacque a Soliers il 13 novembre 1848.
Papa Pio XI lo elevò al rango di cardinale nel concistoro dell'11 dicembre 1922.
Morì il 23 settembre 1926 all'età di 77 anni.

## Genealogia episcopale e successione apostolica
La genealogia episcopale è:
- Cardinale Guillaume d'Estouteville, O.S.B.Clun.
- Papa Sisto IV
- Papa Giulio II
- Cardinale Raffaele Sansone Riario
- Papa Leone X
- Papa Paolo III
- Cardinale Francesco Pisani
- Cardinale Alfonso Gesualdo di Conza
- Papa Clemente VIII
- Cardinale Pietro Aldobrandini
- Cardinale Laudivio Zacchia
- Cardinale Antonio Barberini, O.F.M.Cap.
- Cardinale Nicolò Guidi di Bagno
- Arcivescovo François de Harlay de Champvallon
- Cardinale Louis-Antoine de Noailles
- Vescovo Jean-François Salgues de Valderies de Lescure
- Arcivescovo Louis-Jacques Chapt de Rastignac
- Arcivescovo Christophe de Beaumont du Repaire
- Cardinale César-Guillaume de la Luzerne
- Arcivescovo Gabriel Cortois de Pressigny
- Arcivescovo Hyacinthe-Louis de Quélen
- Cardinale Joseph Bernet
- Arcivescovo Marie-Dominique-Auguste Sibour
- Vescovo Félix-Antoine-Philibert Dupanloup
- Vescovo Flavien-Abel-Antoinin Hugonin
- Cardinale Stanislas-Arthur-Xavier Touchet

La successione apostolica è:
- Vescovo Henri-Louis Chapon (1896)
- Vescovo Gustave Vié (1916)